# Brutus Island
Brutus Island ist eine kleine Insel inmitten des Prince Olav Harbour an der Nordküste Südgeorgiens.
Vermutlich benannten sie Teilnehmer der britischen Quest-Expedition (1921–1922) deskriptiv als Saddle Island (englisch für Sattelinsel). Da dieser Name bereits für Saddle Island im Archipel der Südlichen Orkneyinseln vergeben war, setzte er sich nicht durch. Der heutige gültige Name für die Insel geht auf Harold Salvesen (1897–1970) zurück, Direktor des von Christian Salvesen im schottischen Leith gegründeten Walfangunternehmens Salvesen & Co. Namensgeber ist der Kohlenschlepper Brutus, der lange Jahre unweit der Walfangstation im Prince Olav Harbour vertäut lag.